# I dinastia egizia
La I dinastia si inquadra nel periodo della Storia dell'antico Egitto detto Periodo Protodinastico o Arcaico dell'Egitto copre un arco di tempo dal 3150 a.C. al 2925 a.C. circa.

## Elenco sovrani
| Nome Horo | Lista di Abido | lista di Saqqara | Pietra di Palermo | Canone Reale | Manetone           | fonti archeologiche    | anni                  |
| Narmer    | Meni           |                  |                   | Meni         | Menes              |                        | 3150 a.C. - 3125 a.C. |
| Aha       | Teti           |                  | Aha               |              | Athotis            |                        | 3125 a.C.- 3100 a.C.  |
|           |                |                  |                   |              |                    | Neithotep (reggente)   |                       |
| Djer      | Iti            |                  | Itit              | It(i)        | Kenkenes           |                        | 3100 a.C. - 3055 a.C. |
| Djet      | Ita            |                  |                   | Ita          | Uenephes           | Re Serpente            | 3055 a.C. - 3050 a.C. |
|           |                |                  |                   |              |                    | Mer(it)neith(reggente) | intorno al 3050 a.C.  |
| Den       | Semti          |                  |                   | Semti        | Usaphais           | Khasty                 | 3050 a.C. - 2995 a.C. |
| Anedjib   | Merbiape       | Merbiape         |                   |              | Miebis             |                        | 2995 a.C. - 2985 a.C. |
| Semerkhet | Semsem         |                  |                   | Semsem       | Semempses          |                        | 2985 a.C. - 2960 a.C. |
| Qa'a      | Kebh           | Kebh             |                   | Kebh         | Bieneches/Ubientes |                        | 2960 a.C. - 2925 a.C. |
|           |                | Biunutje         |                   | Biunutje     |                    |                        |                       |